# DR-Baureihe 99.23–24
Die Fahrzeuge der Baureihe 99.23 sind von der Deutschen Reichsbahn beschaffte meterspurige Dampflokomotiven (Neubaulokomotiven). Bei der Einreihung in den Betriebspark erhielten sie die Betriebsnummern 99 231 bis 247.

## Geschichte
Zum Ersatz des teilweise überalterten und überdies heterogenen Lokomotivbestands der Harzquer- und Brockenbahn sowie der Schmalspurbahn Eisfeld–Schönbrunn beschaffte die Deutsche Reichsbahn zwischen 1954 und 1956 insgesamt 17 Neubaulokomotiven. Der zunächst angedachte Einsatz der Lokomotiven 99 233 und 234 auf der Bahnstrecke Gera-Pforten–Wuitz-Mumsdorf wurde rasch verworfen, da der Oberbau zu leicht war.

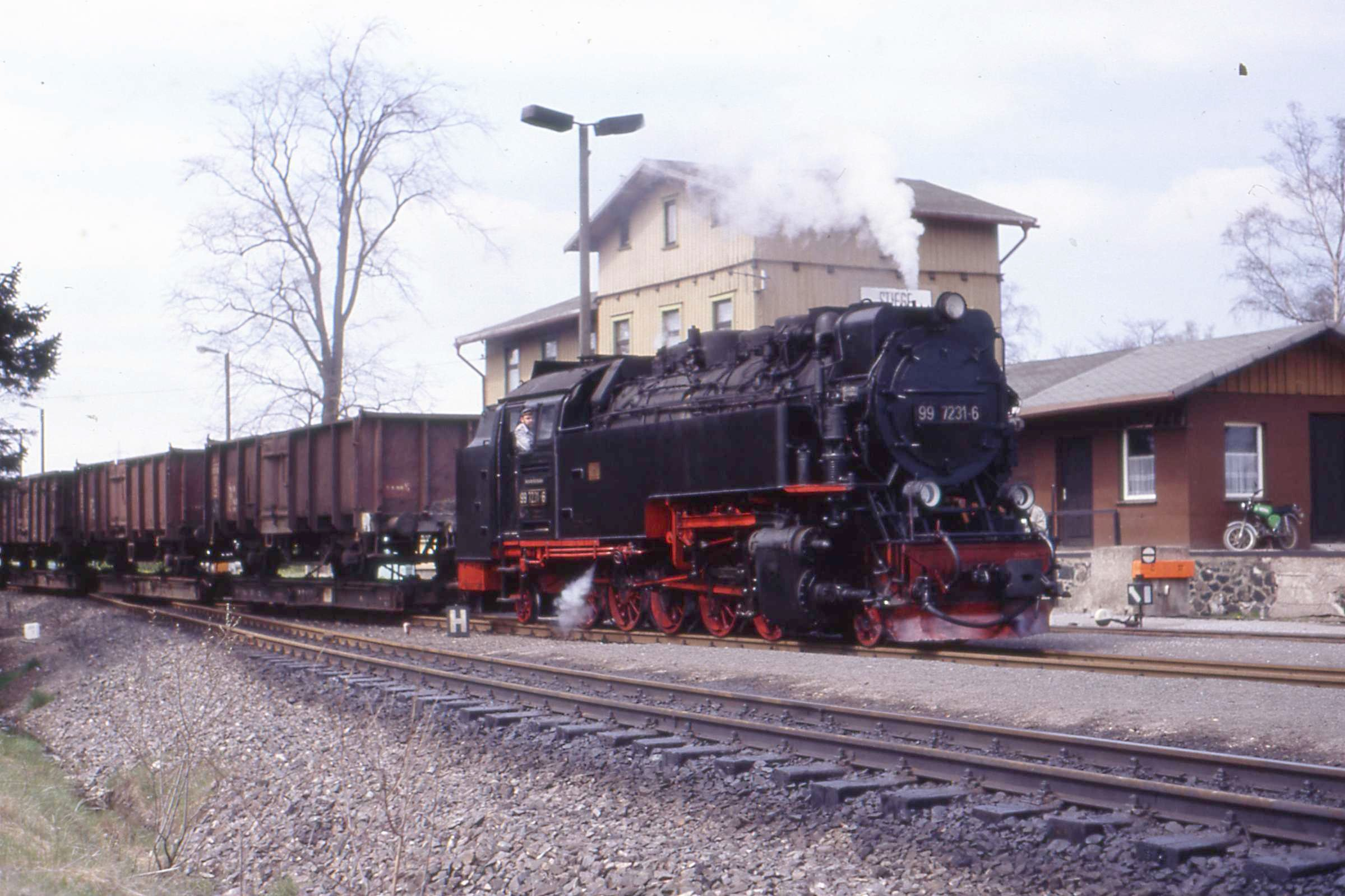
Lok 99 7231 mit Rollwagengüterzug im Bf Stiege (1990)

Die Harzquerbahn erhielt zunächst 13 Maschinen. Nach der Stilllegung der Schmalspurbahn Eisfeld–Schönbrunn gelangten auch die vier dort eingesetzten Neubaudampflokomotiven (99 231 und 235–237) zur Lokeinsatzstelle Wernigerode. Sie mussten aber erst an die Kupplungs- und Bremsnormen der Meterspurstrecken im Harz angepasst werden, zudem wurde wie unten beschrieben das Fahrwerk durch den Einbau von Beugniot-Hebeln dem der zweiten Lieferserie angepasst. Die Arbeiten waren im Herbst 1974 abgeschlossen.
Aufgrund der sodann vorhandenen großen Zahl an Neubauloks in Wernigerode wurden diese zeitweise auch auf der Selketalbahn planmäßig eingesetzt. Sie entlasteten auf der Selketalbahn die dorthin von der Harzquer- und Brockenbahn versetzten alten Mallet-Lokomotiven 99.590/99 5906.
Die elf betriebsfähigen Loks werden heute hauptsächlich auf der Harzquerbahn und im Brockenverkehr von Wernigerode und Nordhausen Nord aus eingesetzt. Ihre Betriebsnummern änderten sich von 99 231 ff. mit Einführung des EDV-gerechten Nummernplanes 1970 in 99 7231 ff. und nach dem Einbau der Ölfeuerung in 99 0231 ff. Die HSB nutzt auch weiterhin das Baureihenschema der Deutschen Reichsbahn von 1970.

## Technische Details
Die Konstruktion wurde von den Einheitslokomotiven der DR-Baureihe 99.22 abgeleitet und übernimmt deren wesentliche Abmessungen. Die Neubaulokomotiven sind allerdings durchgängig in Schweißkonstruktion gefertigt, sie verfügen anstelle des Barrenrahmens der Einheitslokomotiven über einen geschweißten Blechrahmen, eine aufwändigere Laufwerkskonstruktion und vollständig geschweißte Kessel mit Mischvorwärmer.
Die ersten sieben Exemplare (99 231 bis 237) waren ursprünglich mit zwei jeweils aus dem Laufradsatz am jeweiligen Lokomotivende und dem benachbarten Kuppelradsatz gebildeten Krauss-Helmholtz-Lenkgestellen ausgerüstet. Hier traten aber aufgrund der engen Bogenradien der Harzstrecken erhebliche Probleme mit dem Bogenlauf auf, die einen Streckeneinsatz zunächst verhinderten. Daher baute man bei den Maschinen des zweiten Bauloses zusätzliche Beugniot-Hebel zwischen dem ersten und zweiten Kuppelradsatz ein, um die Führung der Maschinen bei Fahrt mit dem Schornstein voraus auf drei Radsätze zu verteilen. Für diese Konstruktion wurde in der Literatur vereinzelt die fachlich falsche Bezeichnung Schwartzkopff-Eckhardt-Lenkgestell II verwendet. Die Lokomotiven der ersten Bauserie wurden entsprechend zwischen 1959 und 1961 beziehungsweise 1973/74 (die Eisfelder Loks, als letztes 99 7231) umgebaut.

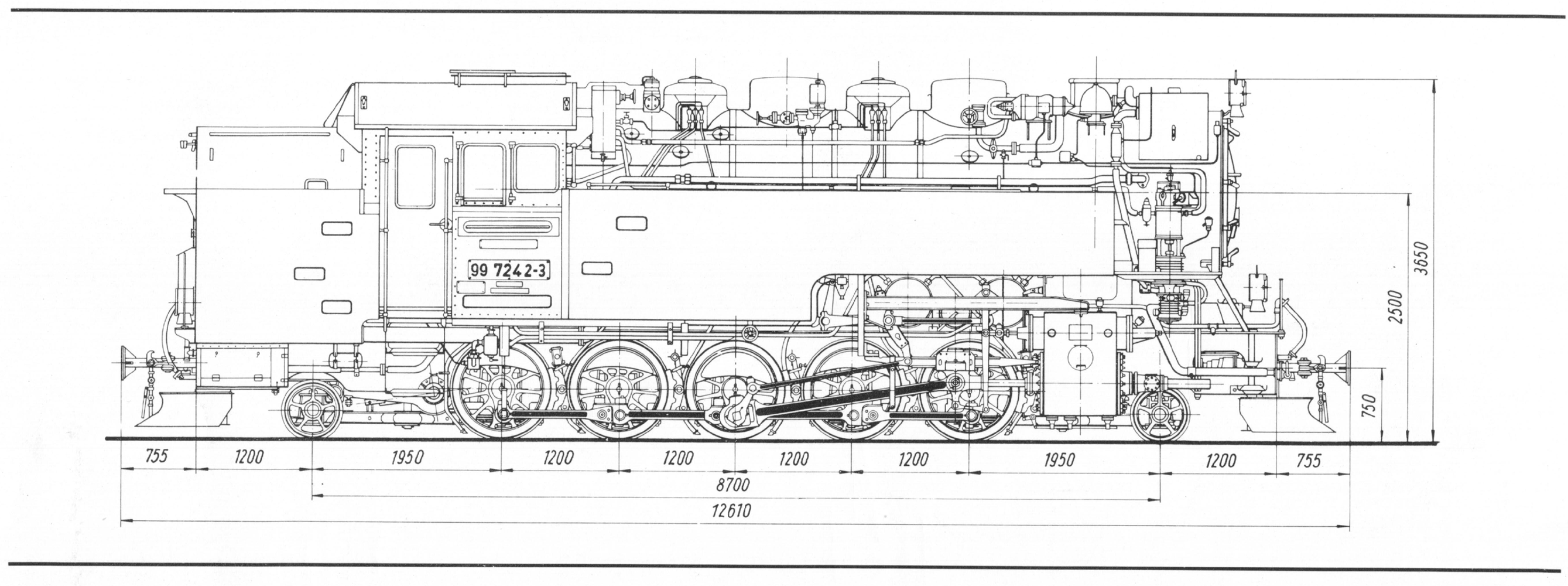
Ausschnitt einer technischen Zeichnung der Dampflokomotive Nummer 99 7242 der Deutschen Reichsbahn

Auf die zunächst geschwächten Spurkränze der Treibradsätze verzichtete man später zu Gunsten eines besseren Bogenlaufes ganz, stattete diese aber mit breiteren Radreifen aus. Da nur der dritte, also der Treibradsatz, und der vierte Kuppelradsatz fest im Lokomotivrahmen gelagert sind, ein spurkranzloser Radsatz jedoch keine Seitenführungsarbeit übernehmen kann, verfügen die Lokomotiven seitdem über keinen festen Achsstand mehr, sondern nur über eine sogenannte geführte Länge, welche bereits durch Richard von Helmholtz, dem Entwickler des Krauss-Helmholtz-Gestells, theoretisch als zweckentsprechend erachtet worden war.
Das Zweizylinder-Heißdampf-Triebwerk mit einfacher Dampfdehnung treibt den dritten Kuppelradsatz als Treibradsatz an; die Lokomotiven verfügen über Heusingersteuerung mit Kuhnscher Schleife und anfänglich federlosen Druckausgleichskolbenschiebern der Bauart Müller, später umgerüstet auf Trofimoff-Schieber.
Der anstelle des Barrenrahmens der Einheitslokomotiven verwendete Blechrahmen der Neubaulokomotiven war nicht so robust wie ersterer, es traten von Anfang an Risse und Verbiegungen auf, die zu Schwierigkeiten in der Unterhaltung führte. Von 2004 bis 2010 wurden daher zehn Lokomotiven (7232, 7234, 7236, 7237, 7239, 7240, 7241, 7243, 7245, 7247) mit einem neuen, konstruktiv überarbeiteten Blechrahmen und neuen Zylindern in Schweißkonstruktion ausgerüstet. Die 99 7241 erhielt die neuen Zylinder schon 2001. Die 99 7235 ist Ende 2016 die einzige noch betriebsfähige Lokomotive mit Originalrahmen. Alle anderen Lokomotiven sind noch im Harz vorhanden, aber nicht mehr betriebsfähig und meist in kleineren Lokschuppen an den Strecken z-gestellt.
Die 99 7231 und 7233 stehen in Ilfeld, die 99 7238 in Wernigerode Westerntor, die 99 7242 und 7246 befinden sich im Lokschuppen von Benneckenstein.
Alle Maschinen waren zwischen 1976 und 1981 mit Ölhauptfeuerung ausgerüstet, wegen der Energiekrise in der DDR aber 1982 bis 1984 wieder auf Kohlefeuerung zurückgebaut. Sie sind die leistungsfähigsten Schmalspurdampflokomotiven, die bisher auf deutschen Strecken eingesetzt wurden. Mit einem günstigsten Gesamtwirkungsgrad von rund 5,5 % gehören sie außerdem zu den sparsamsten in Deutschland eingesetzten Schmalspurlokomotiven. Bei Versuchsfahrten ergab sich, dass die rechnerisch als Kesselgrenze festgelegte Heizflächenbelastung des ohne Verbrennungskammer ausgeführten Kessels von 55 kg/m²h ohne Probleme auf 68 kg/m²h zu steigern war. Um Kessel und Triebwerk durch zu hohe Belastung nicht langfristig zu schädigen, wurden den Leistungstafeln dann aber doch nur eine Heizflächenbelastung von 60 kg/m²h zu Grunde gelegt; bei dieser Kesselgrenze ergab sich eine höchste effektive Leistung am Zughaken von 585 PSe bei einer Geschwindigkeit von 15 km/h.

## Fahrzeugliste
| Betriebsnummer | Betriebszustand                                                                    | Einsatzort/ Abstellort | Bemerkungen                                                         | Bild |
| -------------- | ---------------------------------------------------------------------------------- | ---------------------- | ------------------------------------------------------------------- | ---- |
| 99 7231        | z-gestellt                                                                         | Ilfeld                 | seit 2001 abgestellt                                                |      |
| 99 7232        | betriebsfähig letzte HU: 26.05.2023 Meiningen                                      | Wernigerode            | 2004 neuer Rahmen                                                   |      |
| 99 7233        | z-gestellt                                                                         | Ilfeld                 | seit 2000 abgestellt                                                |      |
| 99 7234        | betriebsfähig. Letzte HU: 07.11.2017 Meiningen                                     | Wernigerode            | 2009 neuer Rahmen. Seit 2018 mit der alten Betriebsnummer versehen. |      |
| 99 7235        | z-gestellt. Letzte HU: 06.03.2015 Wernigerode                                      | Wernigerode Wagenhalle | (alter Rahmen) abgestellt                                           |      |
| 99 7236        | betriebsfähig. Letzte HU: 09.06.2022                                               | Wernigerode            | 2008 neuer Rahmen. Seit 2012 mit alter Betriebsnummer versehen.     |      |
| 99 7237        | betriebsfähig. Letzte HU: 16.07.2021 Meiningen                                     | Wernigerode            | 2011 neuer Rahmen                                                   |      |
| 99 7238        | 2022 zur HU in Werkstatt                                                           | Wernigerode-Westerntor | HU                                                                  |      |
| 99 7239        | betriebsfähig, derzeit HU in Meiningen Letzte HU: 15.07.2015 Meiningen             | DLW Meiningen          | 2007 neuer Rahmen                                                   |      |
| 99 7240        | betriebsfähig. Letzte HU: 02.08.2022 Meiningen                                     | Gernrode               | 2005 neuer Rahmen                                                   |      |
| 99 7241        | betriebsfähig. Letzte HU: 31.07.2017 Meiningen                                     | Wernigerode            | 2009 neuer Rahmen                                                   |      |
| 99 7242        | z-gestellt                                                                         | Benneckenstein         | seit 2009 abgestellt                                                |      |
| 99 7243        | betriebsfähig, derzeit Kessel-HU in der Werkstatt. Letzte HU: 01.08.2019 Meiningen | Wernigerode Werkstatt  | 2010 neuer Rahmen                                                   |      |
| 99 7244        | zur HU und Umbau auf Ölfeuerung im Dampflokwerk Meiningen                          | DLW Meiningen          | seit 1999 abgestellt                                                |      |
| 99 7245        | betriebsfähig. Letzte HU: 26.11.2020 Meiningen                                     | Nordhausen             | 2006 neuer Rahmen                                                   |      |
| 99 7246        | z-gestellt                                                                         | Benneckenstein         | seit 1997 abgestellt                                                |      |
| 99 7247        | betriebsfähig. Letzte HU: 08.10.2021 Meiningen                                     | Wernigerode            | 2012 neuer Rahmen                                                   |      |

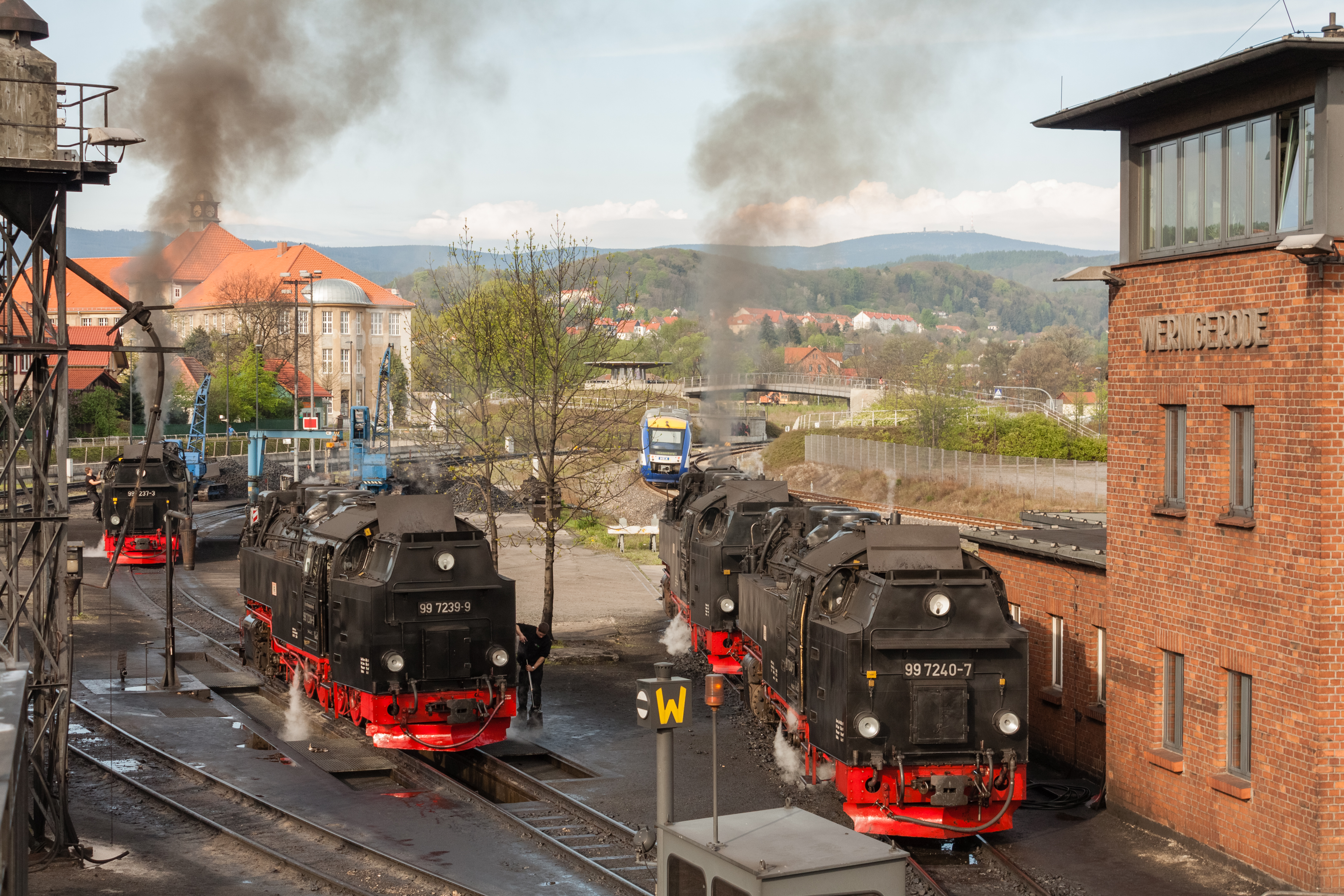
Neubaudampfloks in Wernigerode
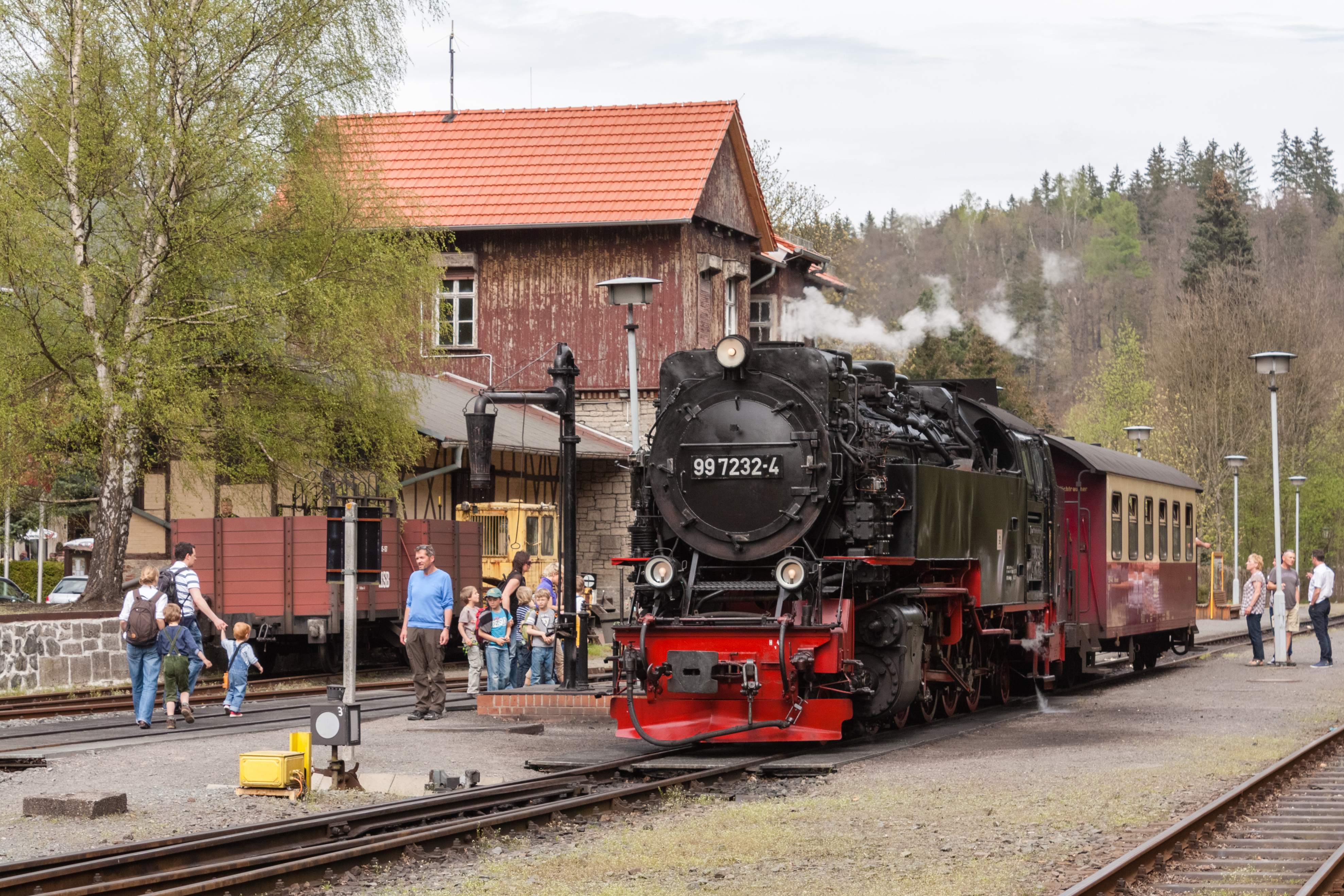
Neubaudampflok in Alexisbad
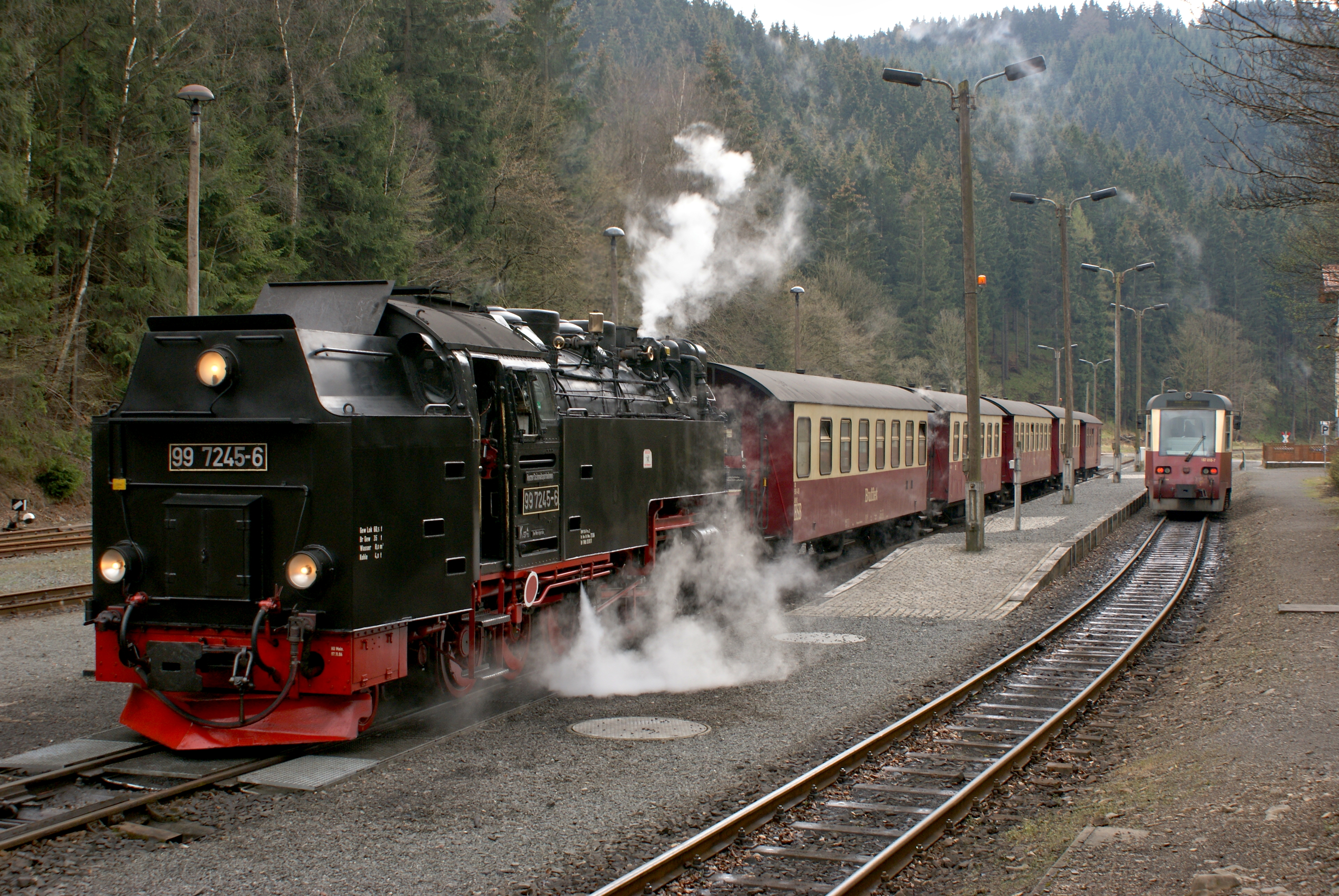
Rückansicht 99 7245 in Eisfelder Talmühle
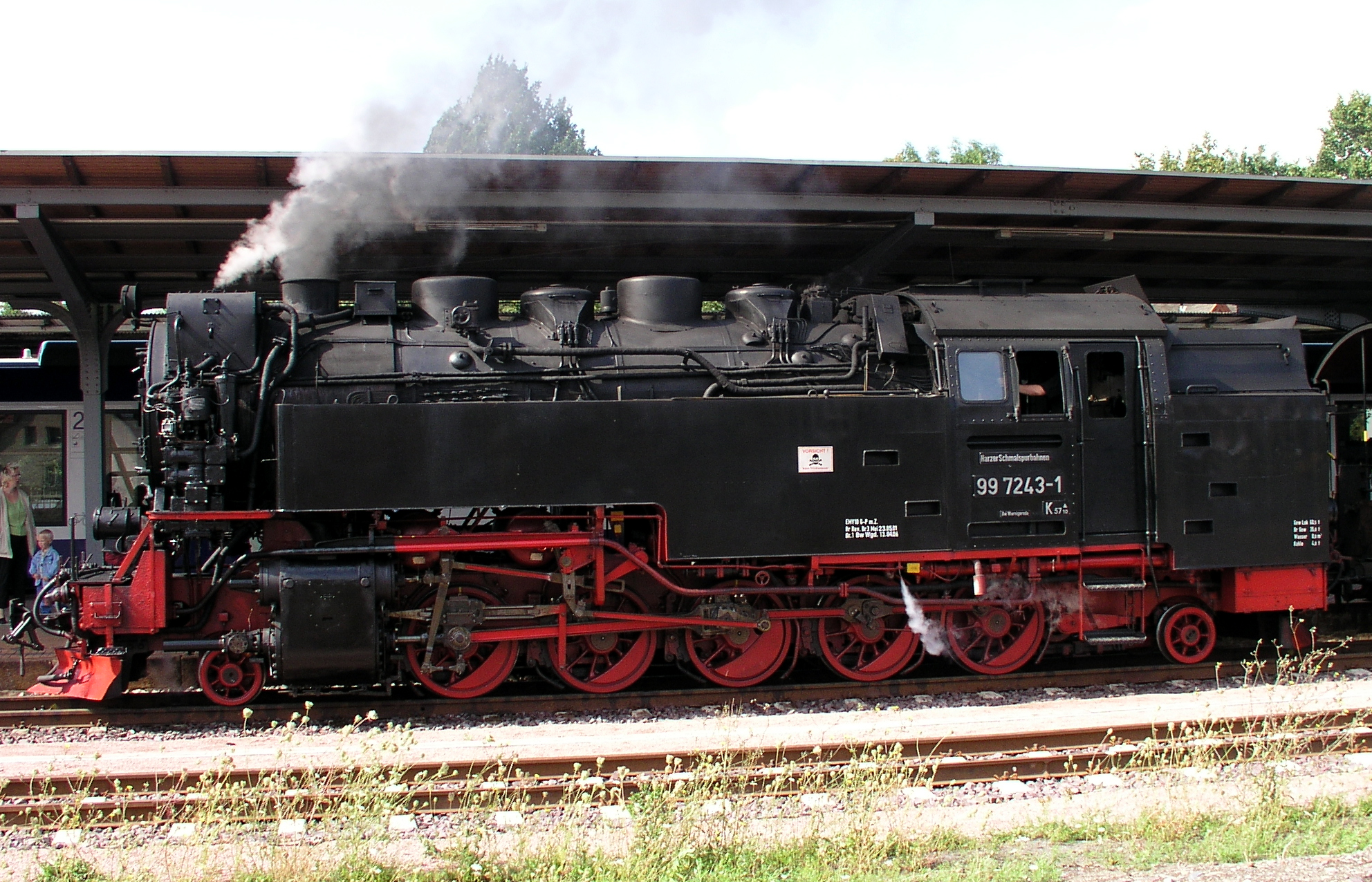
Seitenansicht 99 7243 in Quedlinburg
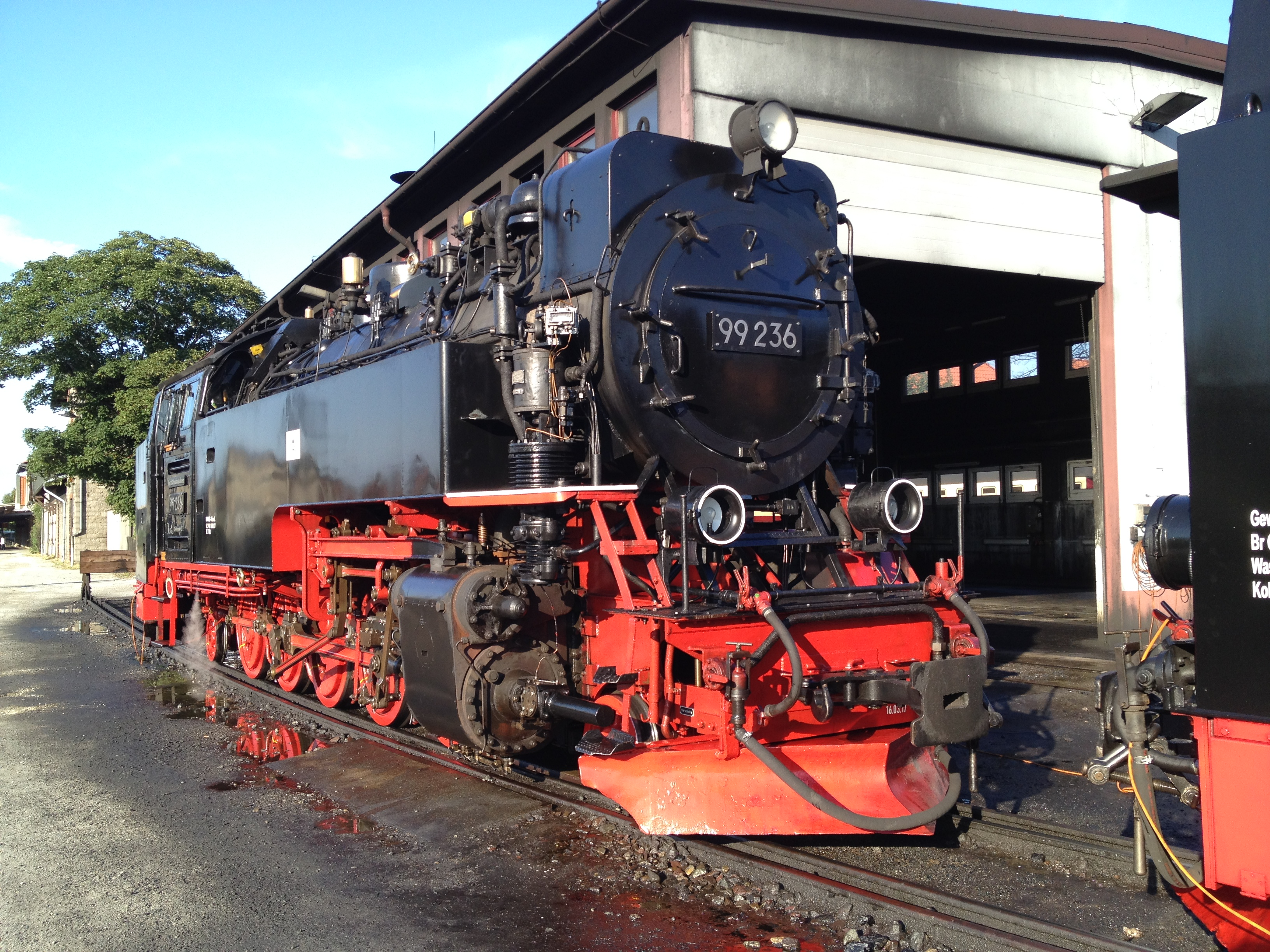
99 236 (2017)
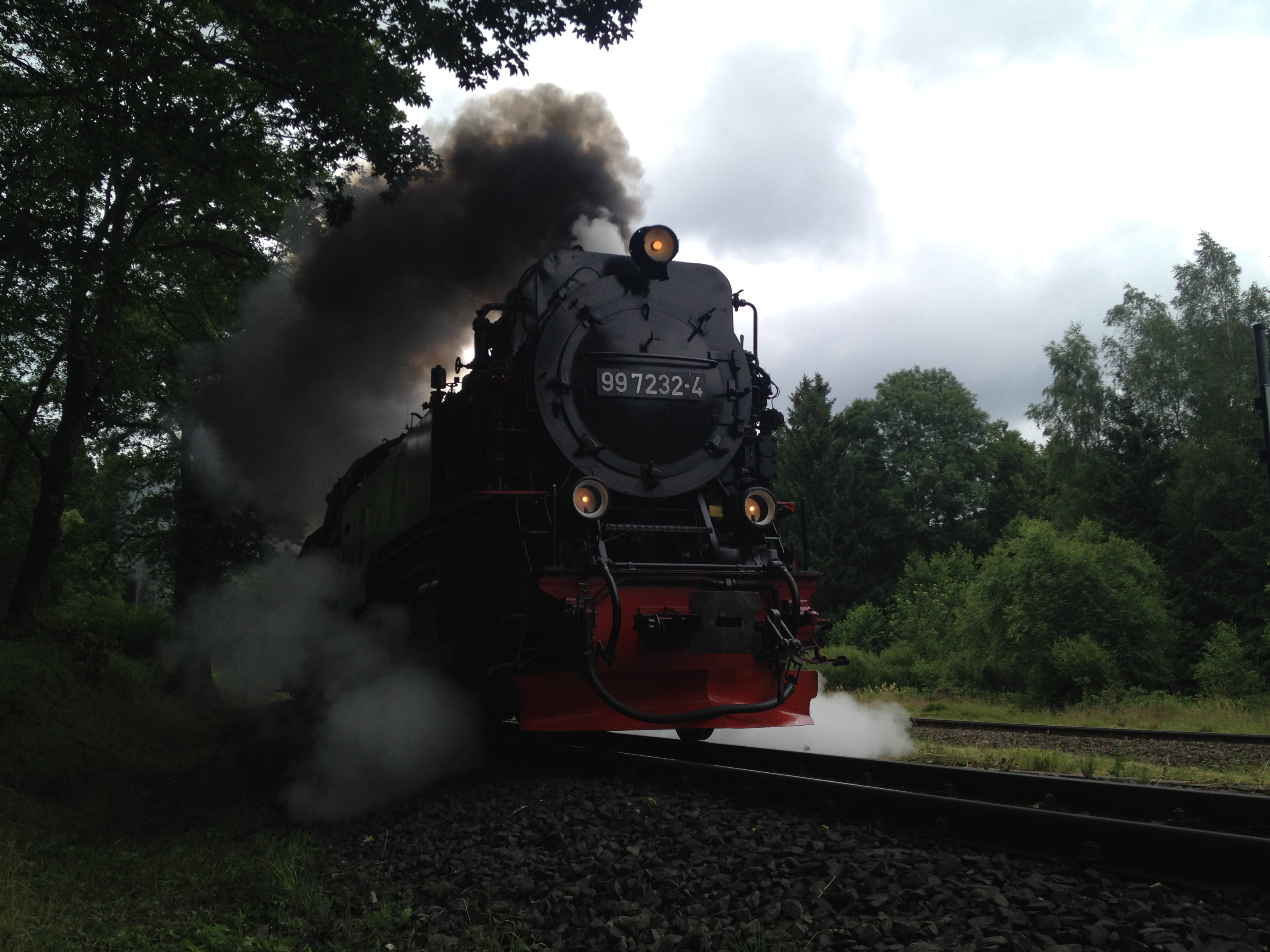
99 232 Ausfahrt Drei Annen Hohne